# Madeleine Astor
Madeleine Talmage (Force) Astor Dick Fiermonte, ameriška salonska dama, * 19. junij 1893, Brooklyn, New York, ZDA, † 27. maj 1940, Palm Beach, Florida, ZDA.                                 
Madeleine Astor je bila preživela potnica z ladje RMS Titanic in druga žena ameriškega milijonarja Johna Jacoba Astorja IV. Madeleine se je z Johnom Jacobom Astorju IV poročila septembra 1911, sedem mesecev pozneje pa sta se v Southamptonu vkrcala na Titanic, da bi se vrnila nazaj v Ameriko, potem ko je Madeleine postala noseča. Ko je Titanic pet dni pozneje trčil v ledeno goro in začel toniti, je John Jacob Astor IV pomagal Madeleine do palube čolnov, kjer se je vkrcala v enega od reševalnih čolnov in se varno rešila. Astor je ostal na potapljajoči se ladji in je umrl v potopu.
Po potopu Titanica se je Madeleine vrnila v Ameriko in nekaj mesecev pozneje rodila svojega otroka. Eno leto po potopu Titanica se je začela pogosto pojavljati v javnosti, potem ko so objavili njeno prvo fotografijo po potopu. Tri leta pozneje se je Madeleine poročila z bankirjem Williamom Karlom Dickom, s katerim je imela dva otroka: Williama F. Dicka in Johna H. Dicka. Od moža se je Madeleine ločila leta 1933, novembra istega leta pa se je poročila z italijanskim igralcem in boksarjem Enzo Fiermontejem. Skupaj nista imela otrok in sta se ločila leta 1938. 
Madeleine Force Astor je leta 1940 umrla zaradi bolezni srca. Pokopana je na pokopališču Trinty Church Cementry v New Yorku.